# Campton (Royaume-Uni)
Pour les articles homonymes, voir Campton.
Campton est un village anglais situé dans le district du Central Bedfordshire, dans le comté du Bedfordshire, au Royaume-Uni. Avec la localité voisine de Chicksands, il forme la paroisse civile de Campton and Chicksands, qui compte 1 699 habitants en 2011.

## Géographie
Campton est traversé par un affluent de l'Ivel. La localité est située à environ 15 km au sud de Bedford et 15 km au nord-ouest de Letchworth Garden City.

## Histoire
Campton est mentionné dans le Domesday Book sous les termes suivants : « Chambeltone: Ralph de Lanquetot from Walter Giffard; Fulbert from Willian d'Eu; Thurstan ». Le nom Campton est dérivé du nom d'un ruisseau britannique proche de celui du Camel en Cornouailles.
L'église de Tous-les-Saints, située au cœur du village, date du XIIIe siècle.